# Mikael Blomkvist
Mikael Blomkvist är en fiktiv person skapad av Stieg Larsson. Han är en av huvudpersonerna i dennes Millennium-trilogi.
Blomkvists fullständiga namn är Carl Mikael Blomkvist och han föddes 18 januari 1960 i Borlänge. Han växte upp i Stockholm och började läsa journalistik. Han avbröt studierna för att göra lumpen som fältjägare i Kiruna. Han gick sedan färdigt journalistutbildning och har sedan dess arbetat som journalist. Blomkvist fick smeknamnet "Kalle Blomkvist" för att han under 1980-talet löste en rad bankrån. När böckerna utspelas är han ansvarig utgivare och grävande journalist på tidningen Millennium, som har sin redaktion på Götgatan på Södermalm i Stockholm. Blomkvist uppges ha skrivit två böcker. Blomkvists tre år yngre syster Annika är advokat. 
Blomkvist spelas av skådespelaren Michael Nyqvist i de svenska filmerna. I den amerikanska filmen spelas han av Daniel Craig.